# Minamidaitō
Minamidaitō (jap. 南大東村 Minamidaitō-son) – wieś w Japonii, w prefekturze Okinawa, na wyspie Minamidaitō-jima. Według danych na rok 2020 miejscowość zamieszkiwało 1 285 mieszkańców , a gęstość zaludnienia wyniosła 42,1 os./km².